# Palacio Chiaramonte Steri

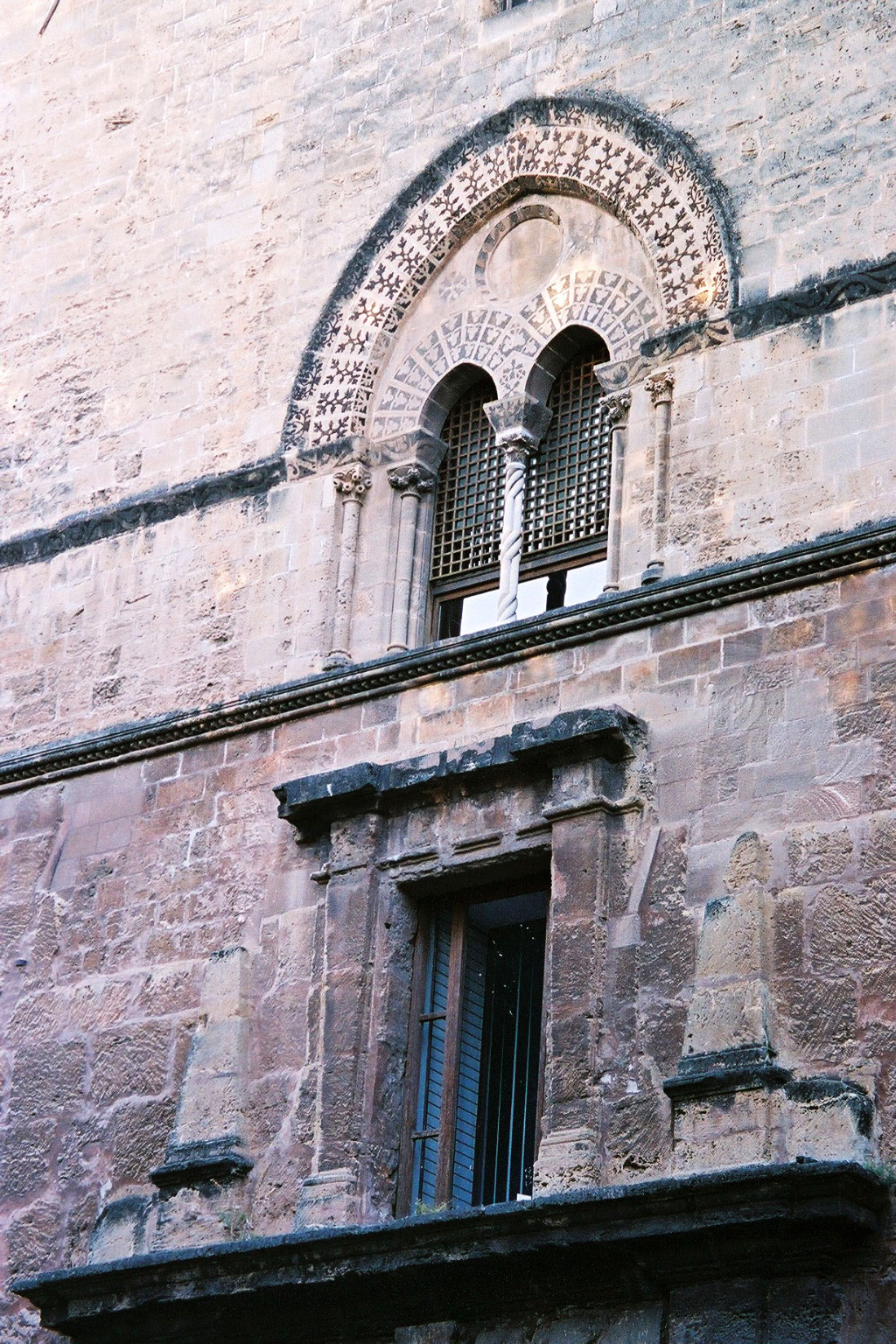
Una doble ventana con arco geminado.

El palacio Chiaramonte Steri es un palacio histórico de Palermo, Sicilia (Italia).

## Historia
ANNO DOMINI MILLESIMO TRECENTESIMO SEPTUAGESIMO SEPTIMO INDICIONE QUENDECIMA MAGNIFICUS DOMINUS MANFRIDUS DE CLARAMONTE PRESENS OPUS FIERI MANDAVIT FELICITER. AMEN
Epígrafe encargado por Manfredi III Chiaramonte presente en el exterior del palacio.

El edificio fue comenzado en el siglo XIV como residencia de Manfredi III Chiaramonte, que mandó decorar la Sala Magna con un artesonado pintado por Cecco di Naro, Simone da Corleone y Pellegrino Darena. Entre finales del siglo XV hasta 1517 fue sede de los virreyes españoles de Sicilia; más tarde, fue sede de la Aduana Real y, de 1600 a 1782, tribunal de la Santa Inquisición.
El palacio ha sido restaurado en el siglo XX , con numerosos elementos relacionados con su papel de prisión de la Inquisición. Durante los trabajos, las ranuras dejadas por jaulas de hierro en las cuales se había enganchado las cabezas cortadas de las nobles que se habían rebelado contra el emperador Charles Quint han sido descubiertas en la fachada. 
Hoy día el palacio es un museo; entre las obras de arte que atesora se encuentra la Vucciria del pintor Renato Guttuso.

## Galería

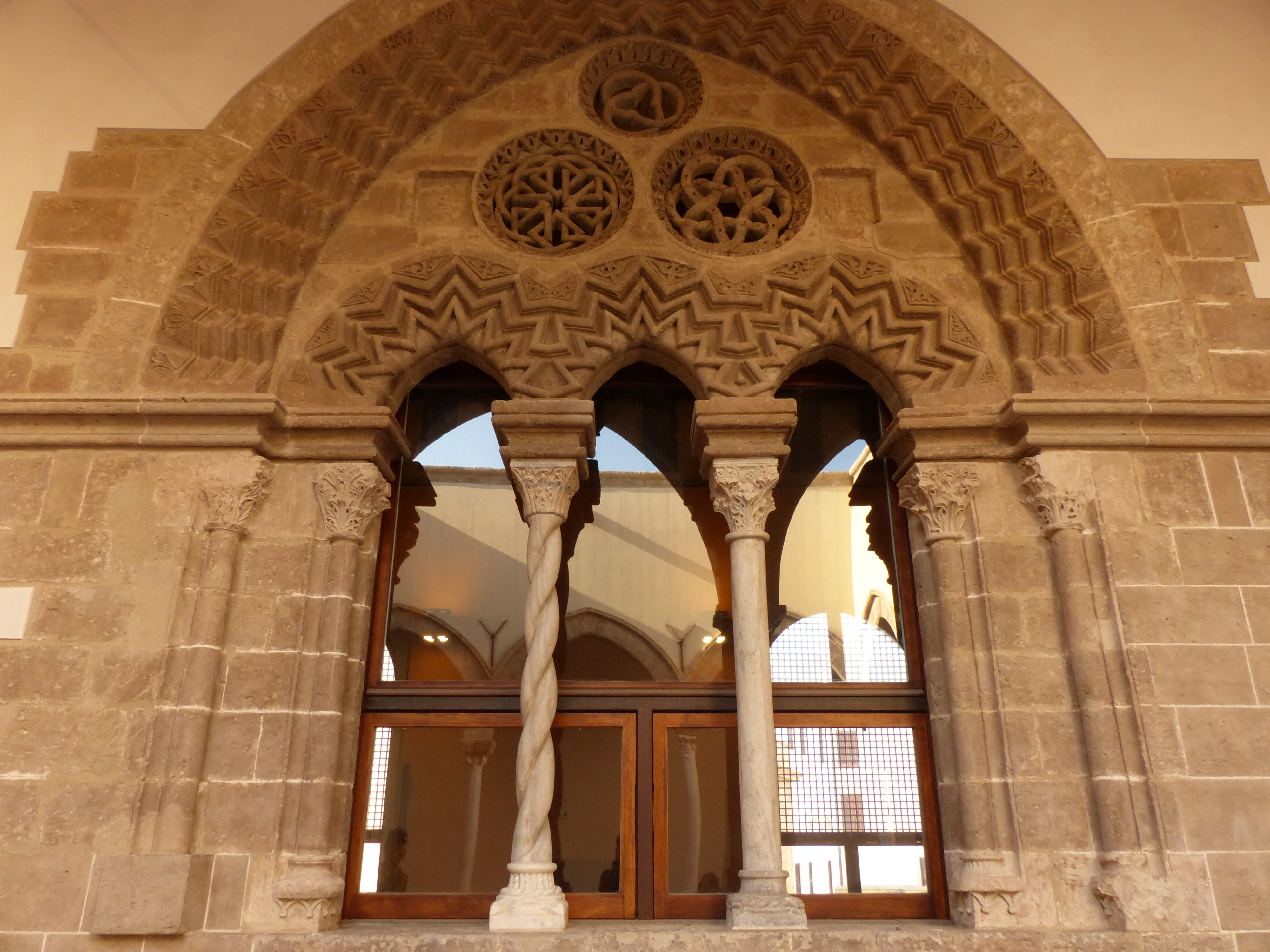
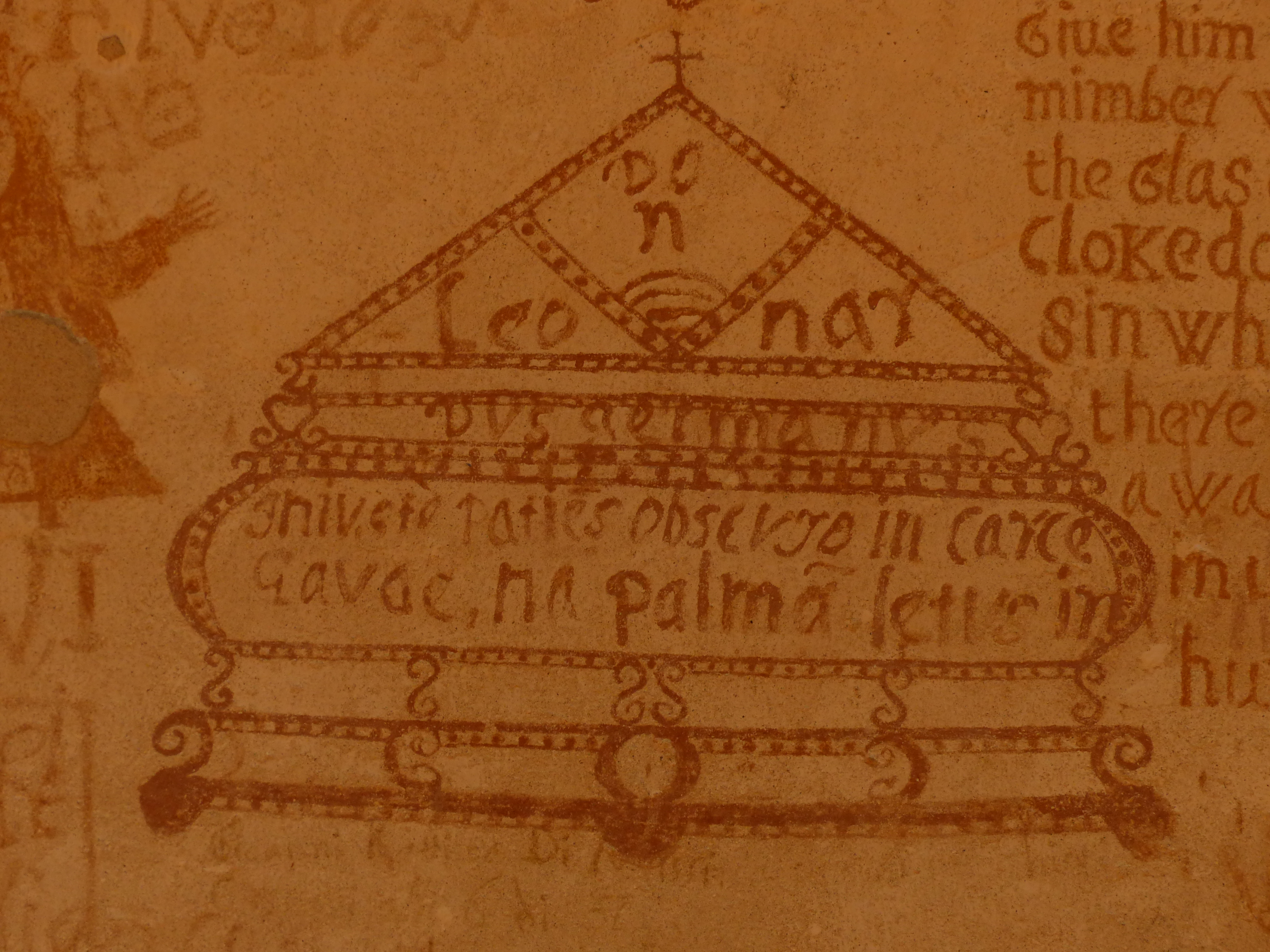
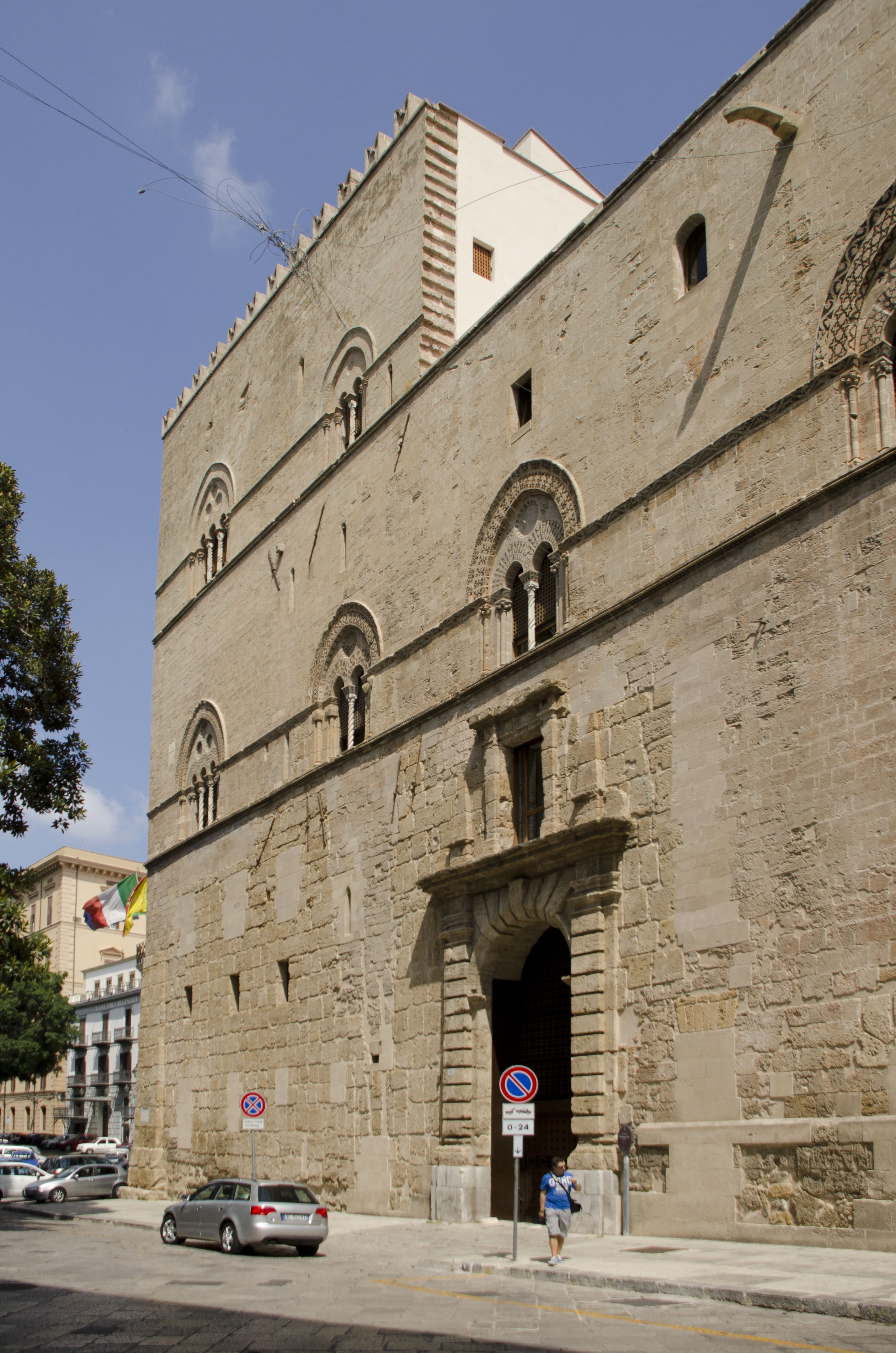
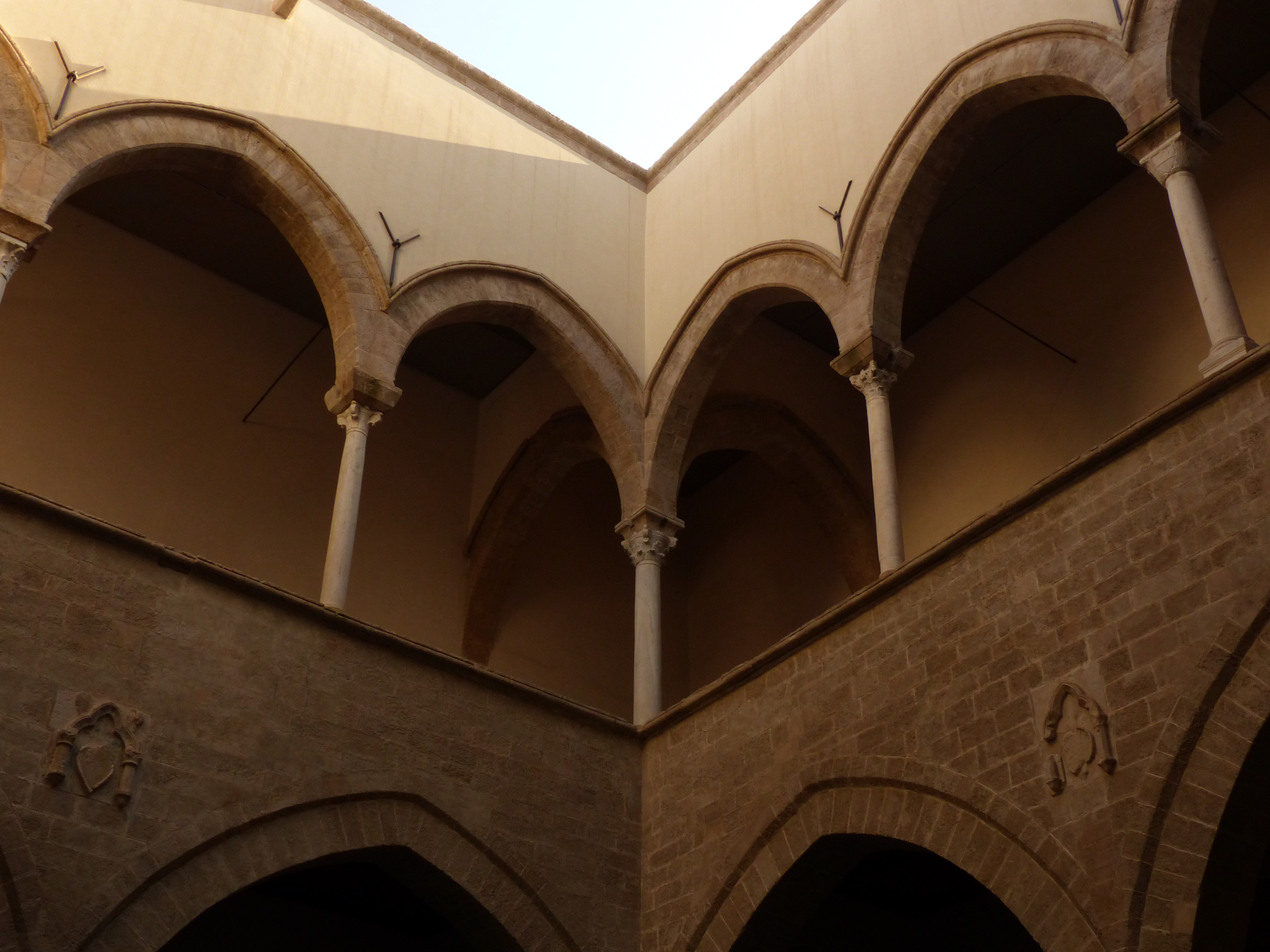
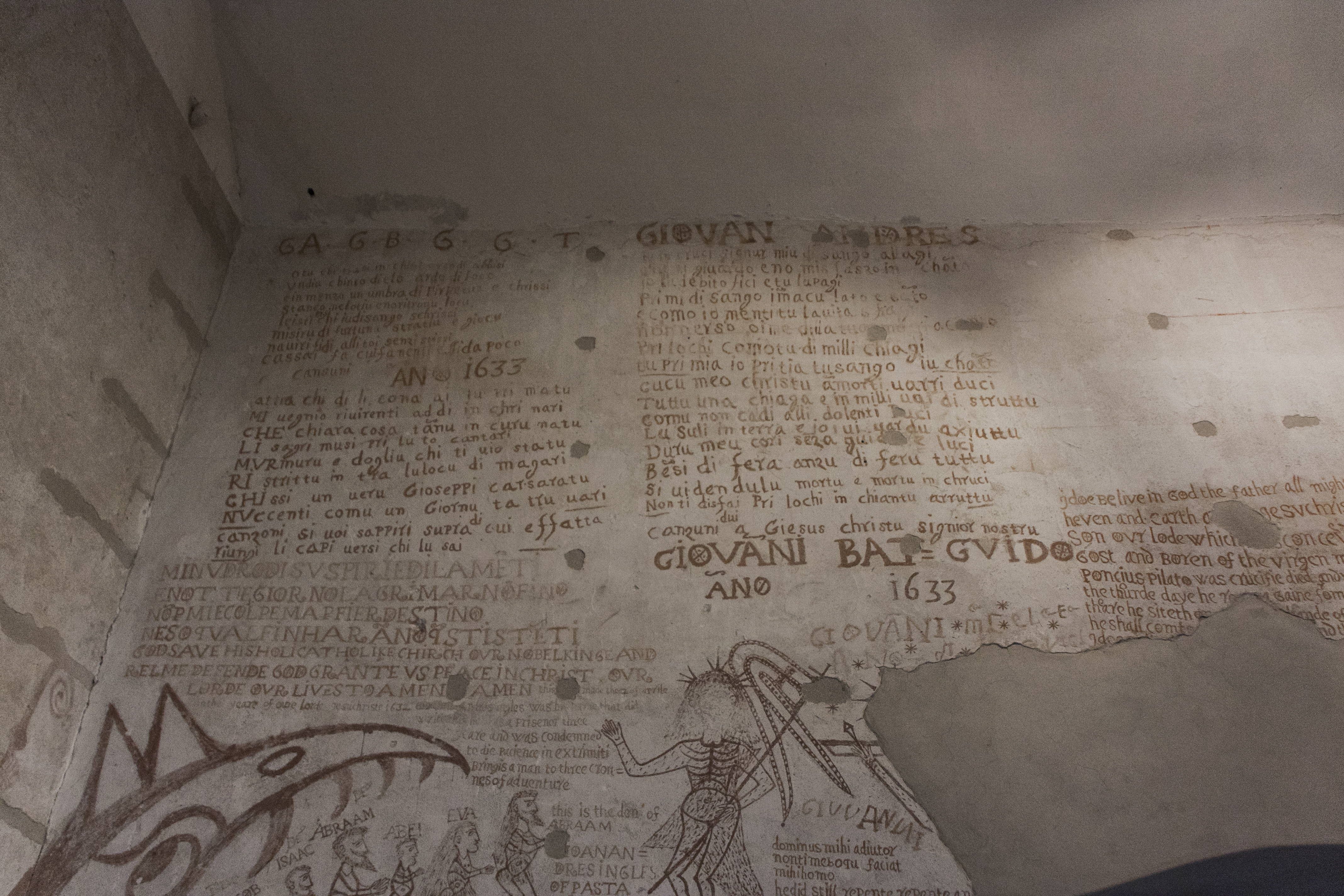